# ستانلي توماس أندرسون
ستانلي توماس أندرسون (بالإنجليزية: Stanley Thomas Anderson)‏ هو قاضي ومحامي أمريكي، ولد في 1953 في لكسينغتون في الولايات المتحدة.